# 狄易達軍團
狄易達軍團（Di2da Army）是由香港歌手狄以達與Illusion Free Dance Crew成員於2009年發起的舞蹈訓練計劃，為對舞蹈有興趣和熱誠的學員提供公開演出機會，至今狄易達軍團已有超過200名學員。狄易達軍團之導師及學員曾參與狄易達MV拍攝，亦有成員參與狄易達於商台拉闊音樂擂台、港台禁毒滅罪耀北區、廣州亞運群星演唱會等大型活動之演出。

## 記事
- 2010年7月17日：因有網民以『狄易達第1軍團』名義舉行收費派對，狄易達為此到警署備案[6]。

## 相關報導／訪問
- 狄易達組勁舞軍團 （页面存档备份，存于）
- 狄易達舞動正能量 （页面存档备份，存于）
- B-Boy狄易達舞打天下 - 狄易達軍團[永久]
- 第95集《星級旗艦店》Part 3 - 狄易達軍團成就年青人夢想
- 舞·達人 - 舞出軍團 （页面存档备份，存于）

## 外部連結
- 狄易達軍團 Facebook Fans Page （页面存档备份，存于）
- 狄易達 Facebook Fans Page
- 狄易達Youtube Channel （页面存档备份，存于）
- 狄易達官方國際歌迷會論壇 （页面存档备份，存于）
- 狄易達的新浪微博